# Konfederacja w Wierzbołowie
Konfederacja w Wierzbołowie – konfederacja wojsk litewskich zawarta 23 sierpnia 1655 w Wierzbołowie przez zbuntowane oddziały radziwiłłowskie, wymierzona przeciwko Szwedom i Januszowi Radziwiłłowi, w obronie króla Jana Kazimierza.
29 lipca 1655 Bogusław Radziwiłł uznał siebie oficjalnie za poddanego króla szwedzkiego, podobnie jak i Janusz Radziwiłł. Opracowane zostały postulaty radziwiłłowskie wobec Szwedów (tzw. Cautiones et conditiones), które zawierały żądania Radziwiłłów dotyczące m.in.: 
- dla Janusza Radziwiłła: województwo brzesko-litewskie i powiat grodzieński oraz dobra dziedziczne z prawem bicia monety na zasadach lennych (razem dawały one 200 tys. talarów rocznego dochodu)
- dla Bogusława Radziwiłła: województwo nowogródzkie, mińskie i podlaskie oraz dobra dziedziczne ze starostwem barskim[2].

Na początku sierpnia 1655 warunki te zostały zaakceptowane przez Szwedów. Po zajęciu Wilna (8 sierpnia) przez wojska carskie, 17 sierpnia 1655 r. w obozie w Jaszwojnach pod Kiejdanami ustalono tymczasowy akt poddania Litwy (Instrumentum Lituanicae deditionis), potwierdzający wcześniejsze ustalenia, podpisany przez szlachtę i wojsko wierne Radziwiłłom.
Fakt ten wystarczył wojskom niechętnym powstaniu państwa radziwiłłowskiego na zawiązanie 23 sierpnia 1655 konfederacji w Wierzbołowie przeciwko Radziwiłłom i Szwedom. Przewodził konfederacji Wincenty Aleksander Gosiewski.
Ostatecznie traktat w Kiejdanach został podpisany na zamku w Kiejdanach 20 października 1655. Na mocy traktatu  Litwa przyjęła protekcję szwedzką z zachowaniem odrębności Litwy i Szwecji oraz zerwano unię polsko-litewską. Litwa uznała Karola X Gustawa, króla szwedzkiego za swego władcę.